# ليام سيباستين
ليام سيباستين (9 سبتمبر 1984 بروسو في دومينيكا - ) (بالإنجليزية: Liam Sebastien)‏ هو لاعب كريكت دومينيكي. شارك مع Windward Islands cricket team ‏.